# Конклав 2013 года
Конклав 2013 года (лат. Conclave anni 2013) — выборы 266-го Папы Римского. До открытия Конклава папа Бенедикт XVI дал возможность кардиналам начать конклав «досрочно», не выжидая 15 дней после объявления «вакантного престола». Конклав начался 12 марта в 15:30 по местному времени, в его работе принимали участие 115 кардиналов. Заседания проходили в здании Сикстинской капеллы.
25 февраля 2013 года Папа Бенедикт XVI изменил устав, чтобы ускорить процесс принятия решения относительно своего преемника. Ранее глава пресс-центра Святого Престола Федерико Ломбарди уже сообщал, что церковные правила, регулирующие время и порядок работы подобных собраний, могут быть «нарушены» в виду исторической уникальности ситуации в случае с Бенедиктом XVI.
4 марта 2013 года в Ватикане собирались члены Генеральной конгрегации кардиналов, чтобы назначить дату конклава, на котором будет избран новый Папа Римский.
Из 117 (в том числе двух неактивных) кардиналов-выборщиков Конклава более половины представляют Европу. Бенедикт XVI после отречения не сохранил за собой сан кардинала и не участвовал в конклаве.
13 марта новым папой был избран Хорхе Марио Бергольо, принявший имя Франциск.

## Претенденты на папство
В СМИ было названо более двух десятков известных кардиналов, которые являлись папабилями — возможными кандидатами на папский престол. В числе наиболее вероятных кандидатов называли следующих кардиналов:
- Хорхе Марио Бергольо[6][8] — кардинал-священник с 2001 года, архиепископ Буэнос-Айреса и примас Аргентины, главный соперник кардинала Ратцингера на Конклаве 2005 года, из Аргентины, 76 лет, избран Папой римским;
- Фрэнсис Аринзе[6][7][8] — кардинал-епископ с 1985 года, бывший префект Конгрегации Богослужения и Дисциплины Таинств, 80 лет;
- Питер Тарксон[6][7] — сравнительно молодой и активный кардинал-священник с 2003 года, председатель Папского Совета Справедливости и Мира, из Ганы, 64 года;
- Анджело Скола[6][7] — кардинал-священник с 2003 года, архиепископ Милана, из Италии, 71 год;
- Марк Уэлле[6][7] — кардинал-священник с 2003 года, префект Конгрегации по делам епископов, из Канады, 68 лет;
- Джанфранко Равази[6] — кардинал-дьякон с 2010 года, председатель Папского Совета по Культуре, Ватикан, 70 лет;
- Кристоф Шёнборн[7][8] — кардинал-священник с 1998 года, архиепископ Вены, из Австрии, 68 лет.
- Оскар Родригес Марадьяга[8] — кардинал-священник с 2001 года, архиепископ Тегусигальпы, из Гондураса, 70 лет.
- Одилиу Шерер[7] — кардинал-священник с 2007 года, архиепископ Сан-Паулу, из Бразилии, 63 года.

## Статистика Конклава 2013 года
| Выборщики             | 117 общего количества       |
| --------------------- | --------------------------- |
| Отсутствовали         | 2 (Дармаатмаджа и О’Брайен) |
| Присутствовали        | 115                         |
| Африка                | 11                          |
| Азия и Ближний Восток | 11                          |
| Европа                | 61                          |
| Океания               | 1                           |
| Северная Америка      | 17                          |
| Южная Америка         | 16                          |
| Отрекшийся Папа       | Бенедикт XVI (2005—2013)    |
| Новый Папа            | Франциск (2013—2025)        |

### Кардиналы, не участвующие в работе конклава
Список кардиналов Римско-католической Церкви, бывших старше 80 лет на момент отречения папы римского Бенедикта XVI 28 февраля 2013 года. Также они не имели права участвовать в Папском Конклаве, который начался 12 марта 2013 года для того, чтобы избрать преемника Бенедикта XVI.
Этот список составлен в алфавитном порядке в границах географических мест.
Большинство кардиналов возведены в сан Папой Иоанном Павлом II — 72 кардинала, Папой Бенедиктом XVI — 16 кардиналов и Папой Павлом VI — двое.

#### Римская курия
1. Джильберто Агустони — бывший префект Верховного Трибунала Апостольской Сигнатуры;
2. Фьоренцо Анджелини — бывший председатель Папского Совета по пастырскому попечению о работниках здравоохранения;
3. Лоренцо Антонетти — бывший председатель Администрации церковного имущества Святого Престола;
4. Фрэнсис Аринзе — бывший префект Конгрегации Богослужения и Дисциплины Таинств;
5. Доменико Бартолуччи — бывший руководитель хора Сикстинской Капеллы;
6. Уильям Уэйкфилд Баум — бывший великий пенитенциарий;
7. Вальтер Брандмюллер — бывший председатель Папского Комитета по историческим наукам;
8. Альбер Вануа — бывший секретарь Папской библейской комиссии;
9. Эдуард Идрис Кассиди — бывший председатель Папского совета по содействию христианскому единству;
10. Дарио Кастрильон Ойос — бывший председатель Папской комиссии Ecclesia Dei;
11. Агостино Каччавиллан — бывший председатель Администрации церковного имущества Святого Престола;
12. Джованни Коппа — бывший апостольский нунций;
13. Андреа Кордеро Ланца ди Монтедземоло — бывший архипресвитер папской базилики Сан-Паоло фуори Ле Мура;
14. Жорж-Мари-Мартен Коттье — бывший богослов Папского Дома;
15. Бернард Фрэнсис Лоу — бывший архипресвитер базилики Санта Мария Маджоре;
16. Дурайсами Симон Лурдусами — бывший префект Конгрегации по делам восточных церквей;
17. Франческо Маркизано — бывший председатель Кадровой Службы Святого Престола;
18. Эдуардо Мартинес Сомало — бывший Камерленго, бывший префект Конгрегации Богослужения и Дисциплины Таинств;
19. Ренато Раффаэле Мартино — бывший председатель Папских Советов Справедливости и Мира и по Пасторскому попечению о мигрантах и странствующих;
20. Хорхе Артуро Медина Эстевес — бывший префект Конгрегации Богослужения и Дисциплины Таинств;
21. Хорхе Мария Мехия — бывший библиотекарь Римской Церкви;
22. Поль Пупар — бывший председатель Папского совета по Культуре;
23. Жозе Сарайва Мартинш — бывший префект Конгрегации по Канонизации Святых;
24. Элио Сгречча — бывший президент Папской Академии Жизни;
25. Серджо Себастьяни — бывший председатель Префектуры экономических дел Святого Престола;
26. Акилле Сильвестрини — бывший префект Конгрегации по делам восточных церквей;
27. Анджело Содано — декан Коллегии кардиналов;
28. Джеймс Фрэнсис Стэффорд — бывший великий пенитенциарий;
29. Йозеф Томко — бывший префект Конгрегации Евангелизации Народов;
30. Роберто Туччи — бывший директор Ватиканского Радио;
31. Карло Фурно — бывший архипресвитер патриаршей Либерийской базилики;
32. Эдмунд Казимир Шока — бывший председатель Папской комиссии по делам государства-града Ватикана, бывший губернатор Ватикана;
33. Хулиан Эрранс Касадо — бывший председатель Дисциплинарной Комиссии Римской курии;
34. Роже Мари Эли Эчегарай — вице-декан Коллегии кардиналов.

#### Европа
Италия
1. Джакомо Биффи — бывший архиепископ Болоньи;
2. Сальваторе Де Джорджи — бывший архиепископ Палермо;
3. Джованни Канестри — бывший архиепископ Генуи;
4. Сильвано Пьованелли — бывший архиепископ Флоренции;
5. Камилло Руини — бывший генеральный викарий Рима;
6. Эрсилио Тонини — бывший архиепископ Равенны;
7. Марко Че — бывший патриарх Венеции.

Испания
1. Франсиско Альварес Мартинес — бывший архиепископ Толедо;
2. Рикардо Мария Карлес Гордо — бывший архиепископ Барселоны;
3. Хосе Мануэль Эстепа Льяуренс — бывший военный ординарий Испании.

Польша
1. Хенрик Роман Гульбинович — бывший архиепископ Вроцлава;
2. Франтишек Махарский — бывший архиепископ Кракова;
3. Станислав Казимеж Наги — титулярный архиепископ Холара.

Германия
1. Карл Йозеф Беккер — иезуит;
2. Фридрих Веттер — бывший архиепископ Мюнхена.

Украина
1. Любомир Гузар — бывший верховный архиепископ Киевский и Галицкий;
2. Мариан Яворский — бывший архиепископ Львова.

Великобритания
1. Кормак Мёрфи-О’Коннор — бывший архиепископ Вестминстера.

Венгрия
1. Ласло Пашкаи — бывший архиепископ Эстергома-Будапешта.

Ирландия
1. Десмонд Коннелл — бывший архиепископ Дублина.

Латвия
1. Янис Пуятс — бывший архиепископ Риги.

Мальта
1. Проспер Грек — августинец.

Нидерланды
1. Адрианус Йоханнес Симонис — бывший архиепископ Утрехта.

Румыния
1. Лучиан Мурешан — верховный архиепископ Фагараш-Альба Юлия, глава Румынской католической церкви.

Словакия
1. Ян Хризостом Корец — бывший епископ Нитры.

Франция
1. Бернар Панафьё — бывший архиепископ Марселя.

Чехия
1. Милослав Влк — бывший архиепископ Праги.

Швейцария
1. Анри Швери — бывший епископ Сьона.

#### Азия
Филиппины
1. Рикардо Хамин Видаль — бывший архиепископ Себу;
2. Гауденсио Борбон Росалес — бывший архиепископ Манилы.

Индия
1. Симон Игнатий Пимента — бывший архиепископ Бомбея.

Ирак
1. Эммануэль III Делли — бывший патриарх Вавилона Халдейского.

Китай
1. Иосиф Чэнь Жицзюнь — бывший епископ Гонконга.

Корея
1. Николай Чон Джин Сок — бывший архиепископ Сеула.

Ливан
1. Насрулла Бутрос Сфейр — бывший маронитский патриарх Антиохии.

Таиланд
1. Михаил Мичаи Китбунчу — бывший архиепископ Бангкока.

#### Северная Америка
США
1. Эдуард Майкл Иган — бывший архиепископ Нью-Йорка;
2. Уильям Генрих Килер — бывший архиепископ Балтимора;
3. Теодор Эдгар Маккэррик — бывший архиепископ Вашингтона;
4. Адам Джозеф Мэйда — бывший архиепископ Детройта.

#### Латинская Америка
Бразилия
1. Серафин Фернандис ди Араужу — бывший архиепископ Белу-Оризонти;
2. Паулу Эваристу Арнс — бывший архиепископ Сан-Паулу;
3. Жозе Фрейри Фалкан — бывший архиепископ Бразилиа;
4. Эузебиу Оскар Шейд — бывший архиепископ Сан-Себастьян-до-Рио-де-Жанейро.

Аргентина
1. Эстанислао Эстебан Карлич — бывший архиепископ Параны.

Колумбия
1. Педро Рубиано Саэнс — бывший архиепископ Боготы.

Мексика
1. Хавьер Лосано Барраган — бывший председатель Папского Совета по Пастырскому попечению о работниках здравоохранения.

Никарагуа
1. Мигель Обандо Браво — бывший архиепископ Манагуа.

#### Африка
Ангола
1. Алешандри ду Нашсименту — бывший архиепископ Луанды.

Замбия
1. Медардо Джозеф Мазомбве — бывший архиепископ Лусаки.

Камерун
1. Кристиан Вийган Туми — бывший архиепископ Дуалы.

Кот-д’Ивуар
1. Бернар Агре — бывший архиепископ Абиджана.

Мозамбик
1. Алешандри Жозе Мария душ Сантуш — бывший архиепископ Мапуту.

Уганда
1. Эммануил Вамала — бывший архиепископ Кампалы.

#### Австралия и Океания
Австралия
1. Эдуард Бид Клэнси — бывший архиепископ Сиднея.

Новая Зеландия
1. Томас Стэффорд Уильямс — бывший архиепископ Веллингтона.